# This is Hultsfred

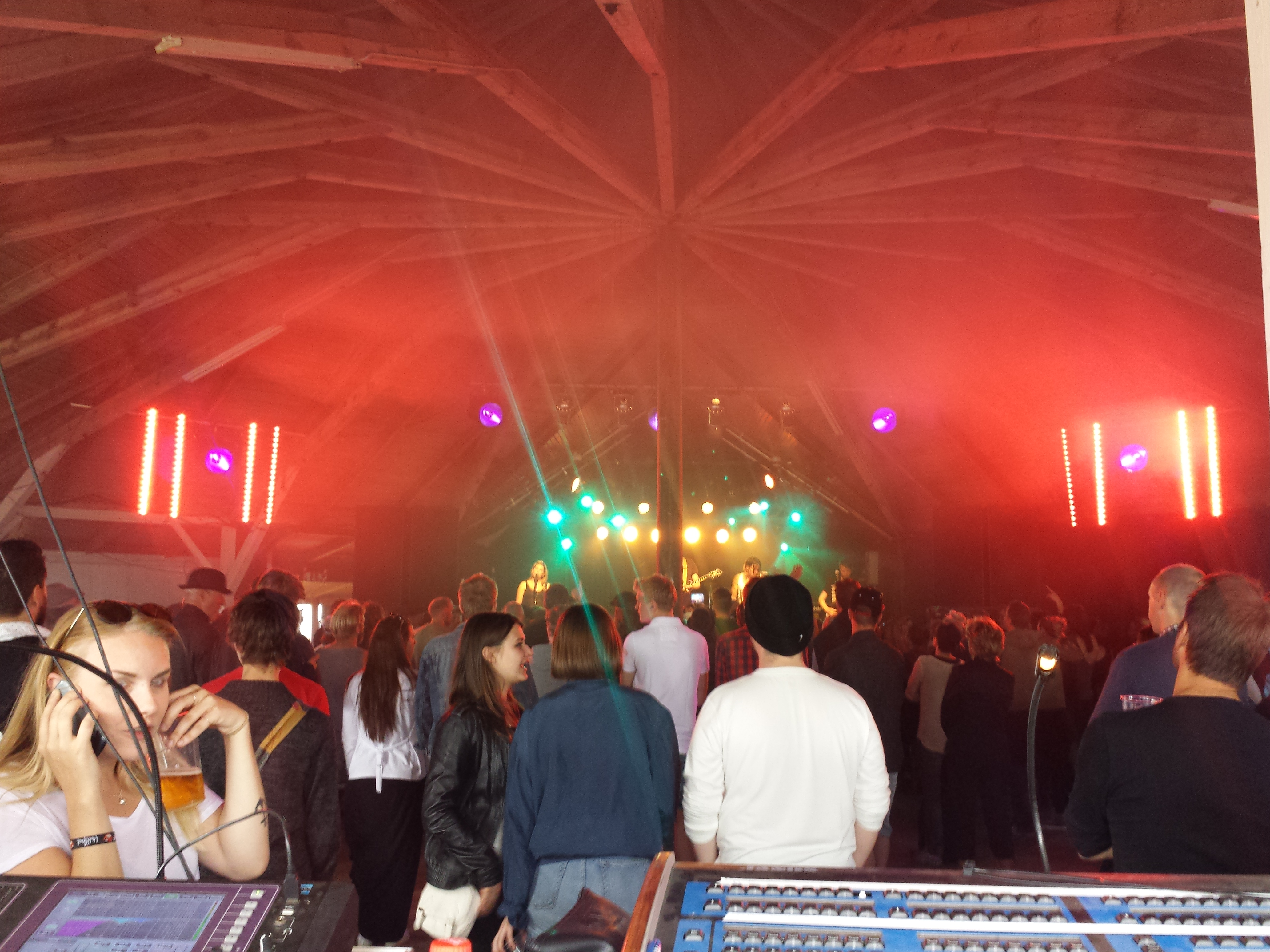
Spelning i Stora Dans under festivalen 2014.

This is Hultsfred var en musikfestival i Hultsfred som skapades 2013. Föreningen, med samma namn, som drev festivalen bildades den 14 april 2013. Den verkar för en festival i Hultsfred, Småland med mottot "går det inte så går det ändå". This is Hultsfred arrangerades fyra år 2013–2016.
This is Hultsfred skapades som en motreaktion till att Hultsfredsfestivalens arrangör (sedan 2011) FKP Scorpio under 2013 flyttade festivalen från orten Hultsfred till Sigtuna kommun norr om Stockholm. 

## Föreningen This is Hultsfred
Föreningen This is Hultsfred arrangerade fyra festivaler i Hultsfred, 2013 (14–15 juni), 2014 (30–31 maj), 2015 (14–15 augusti) samt 2016 (19–20 augusti).
Man vill ge festivalen tillbaka dess rötter och få den förknippad med kärlek och gemenskap. Ordförande är 22-åriga Mimmi Hamnert. Före detta ordförande 25-åriga Jolin Åkesson.
Den 14 april 2013 meddelade föreningen sin avsikt att arrangera en festival i Hultsfred 14–15 juni 2013. Hultsfreds Folkets park bokades dock dessförinnan för eventuella musikarrangemang helgen 14–15 juni 2013.
2015 arrangerades festivalen på nytt datum, 14–15 augusti. Flytten till högsommaren berodde på att de många unga och ideellt arbetande i festivalorganisationen har större möjlighet att arbeta med festivalen under sommaren, samtidigt som tiden för marknadsföring av festivalen förlängs. 

2016 arrangerades festivalen, 19–20 augusti. I februari 2017 meddelande This is Hultsfred att festivalen ställdes in efter att de senaste två årens festivaler varit en förlust ekonomiskt. 

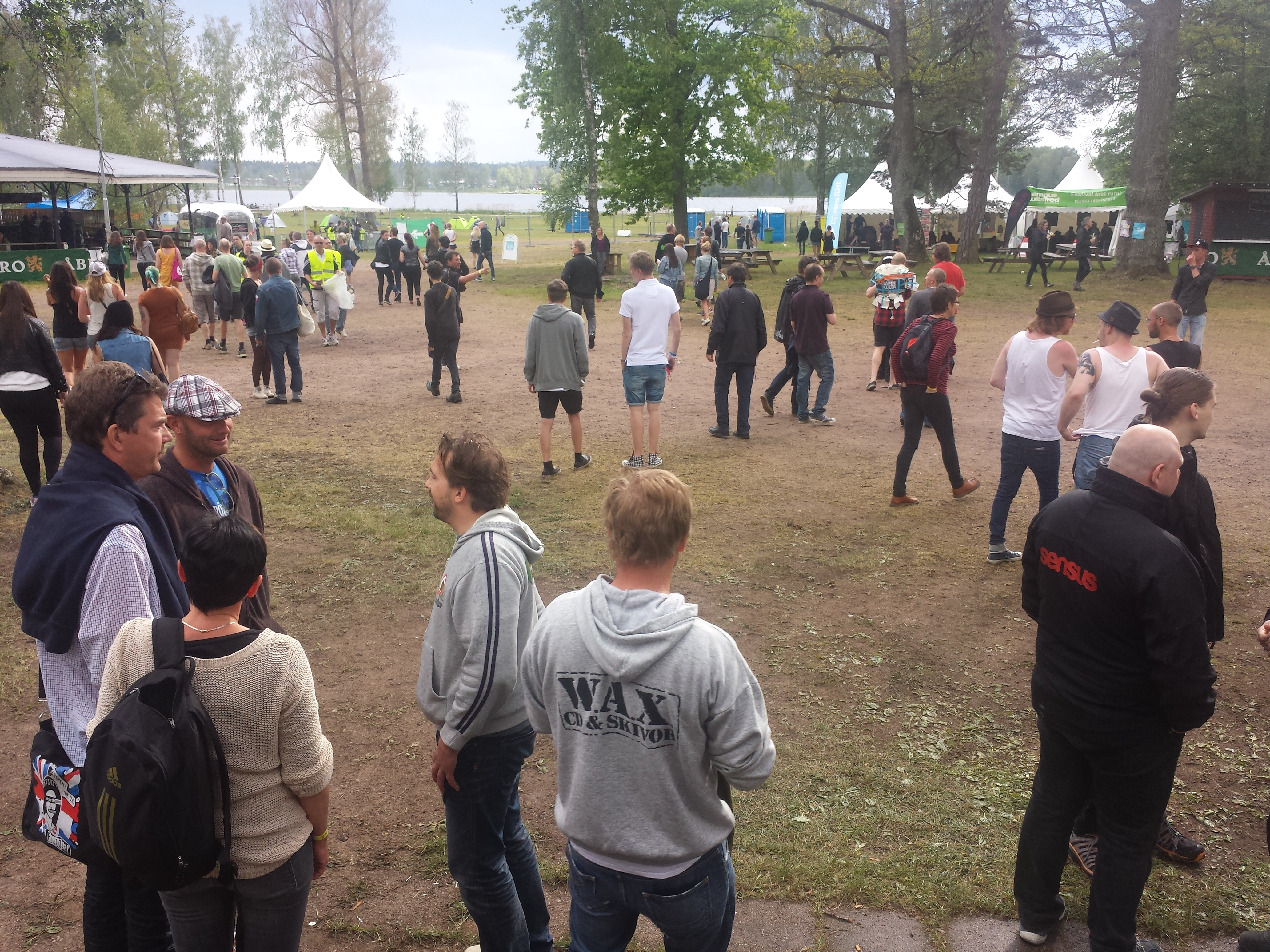
Publik på festivalområdet under festivalen 2014.

## Hultsfred goes Stockholm!

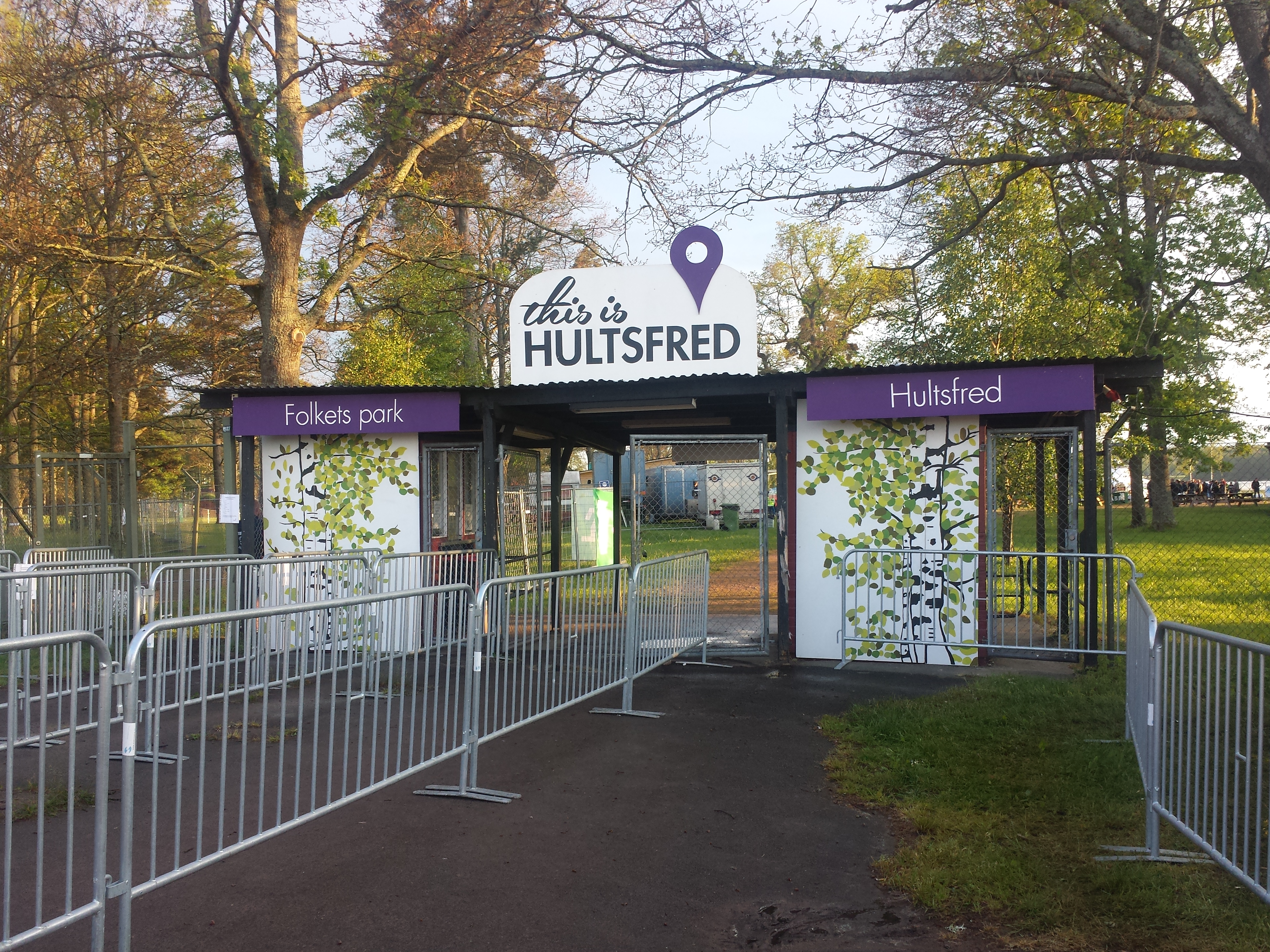
Entrén till festivalområdet, Hultsfreds Folkets Park.

FKP Scorpio arrangerade 13–15 juni 2013 Hultsfredsfestivalen på evenemangsområdet Stoxa (Stockholm Outdoor Exhibition Area), cirka 15 km nordost om Märsta i Sigtuna kommun. Detta möttes av enorm kritik från festivalmänniskor, artister och politiker. Inom minuter skapades Facebooksidor för festivalbesökare som ogillade flytten, och inom en månad hade en ny festival skapats i orten Hultsfred.

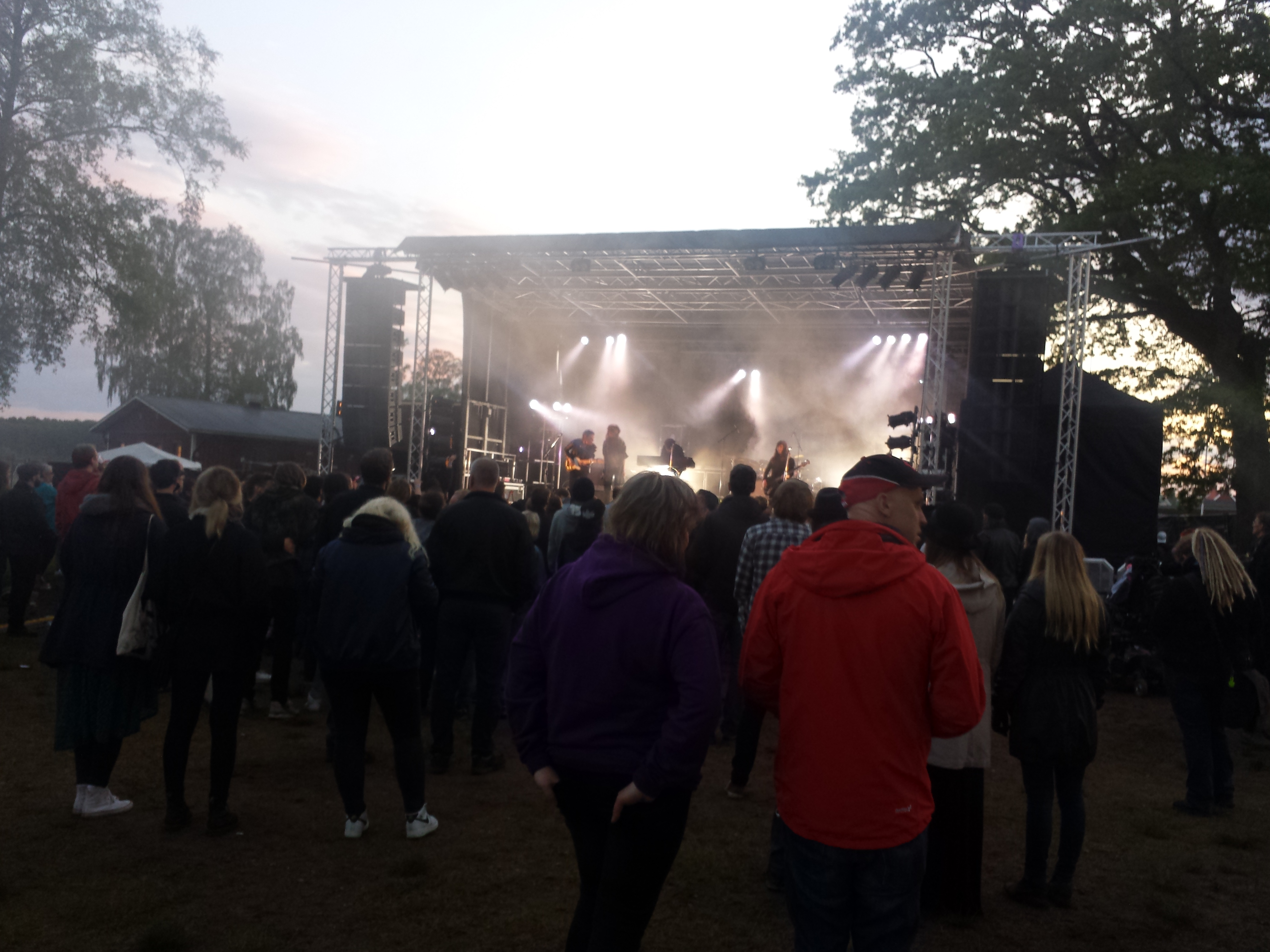
Spelning på RP-scenen under festivalen 2014.

## Festivalområdet
This is Hultsfred använde sig av samma område som Hultsfredsfestivalen gjort under åren 1986–2012. Området var kompaktare för att få en så intim stämning som möjligt. Festivalområdet var Hembygdsparken och Hultsfreds folkets park strax intill sjön Hulingen i Hultsfred. Campingområdet för festivalen låg i direkt anslutning till festivalområdet, inkilat mellan entrén och sjön Hulingens badstränder.
På festivalområdet fanns, förutom scener och barer, även många olika matserveringar, försäljare av merchandise och happenings som arrangerades av föreningar och utbildningarna på orten.

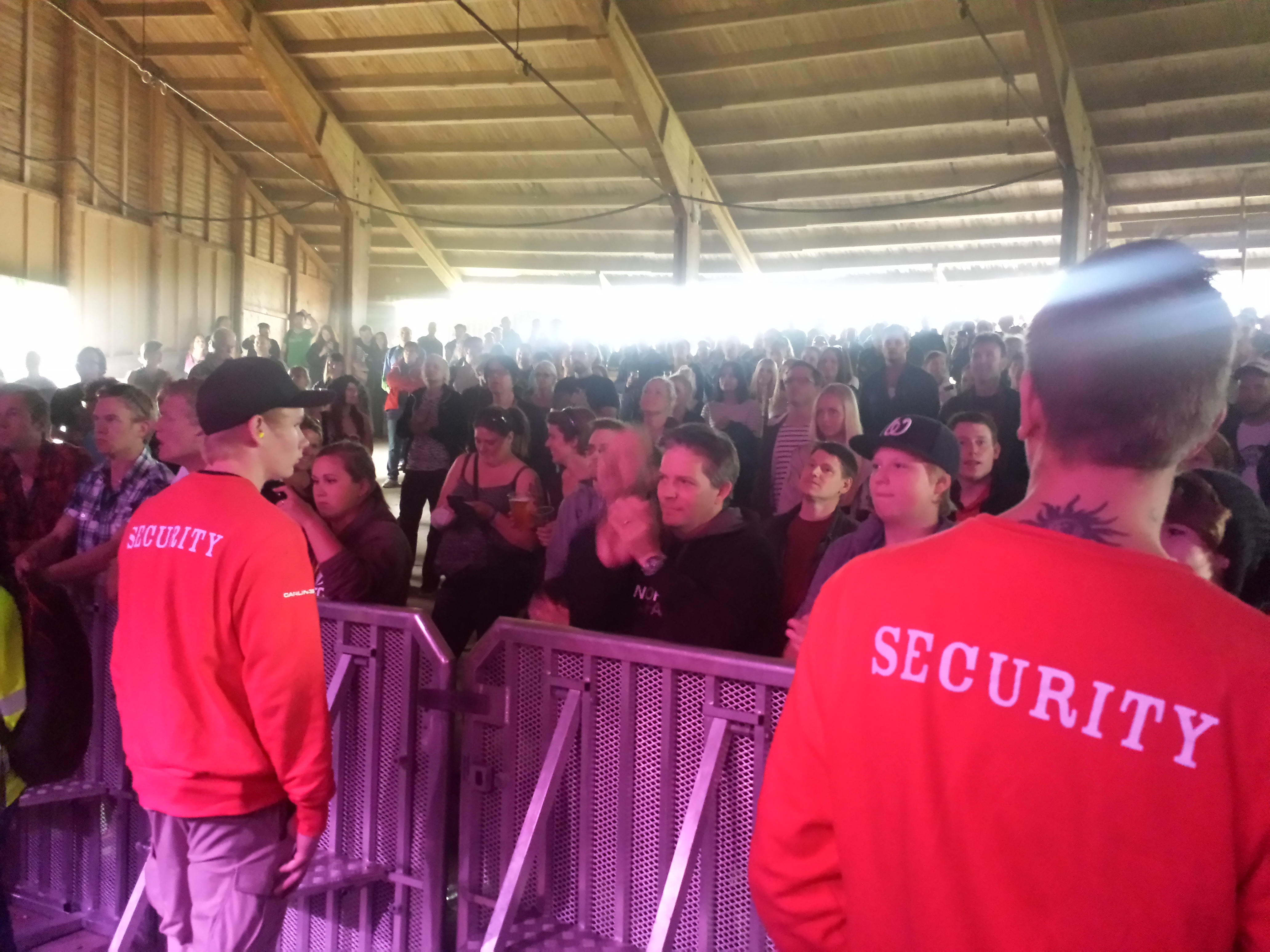
Publik under Lifvens konsert i Teaterladan på festivalen 2014.

## Scener
Det fanns fyra scener på festivalområdet.
- RP-scenen – största scenen. RP är en förkortning av Rockparty och hedrar alla som kämpat för Hultsfred genom åren.
- Teaterladan – inomhusscen med sluttande golv, som tidigare användes för teaterföreställningar.
- Stora Dans – inomhusscen, något mindre och utformad som en klassisk dansbana med scen.
- Skaken – en mindre scen under tak, den stora inomhusytan används även som bar och servering under evenemang.

## Artister 2013
Sammanlagt uppträdde drygt 30 artister på This is Hultsfred 2013.

- Sator
- Miriam Bryant
- Näääk & Nimo
- The Nomads
- Hurricane Love
- The Order
- Criminals
- Bottlecap
- Birth of Joy
- Trubbel
- Mercury Monkeys
- Lifvens
- The So'Mores
- Ursprunget
- Mire Kay
- Steso Songs
- For BDK
- SUDAKISTAN
- Nova Prospekt
- Riddarna
- A Hero Divine
- Vånna Inget
- Partiet
- Distaster in the Universe
- The Misfortunes of Captain Peculiar
- The Indigo Clan
- Jack Moy & Glöden
- I'd name it Marla
- Mashima
- Drivvedsfolket

## Artister 2014
- Ebbot Lundberg
- Lifvens + Wild Rover
- Luntgatan Girls
- Sharks
- Docenterna
- Hexis
- Erika Soldh
- Hurricane Love
- Julia Vero
- A Silent Escape
- DJ Breezy
- Weaver
- Void
- Dödsknarkarna
- Charad
- Denki
- Nicole Sabouné
- The Diamond Man Clan
- Project Bongo
- Utanbygatan
- De Lyckliga Kompisarna
- Dani M
- Gamla Pengar
- Luna Green
- Like Swimming
- side effects
- Bombus
- Brända Barn
- Hökartorget
- The Royal Concept
- Tiger Bell
- Bäddat För Trubbel